# Cannococcus cannicola
Cannococcus cannicola är en insektsart som beskrevs av Borchsenius 1960. Cannococcus cannicola ingår i släktet Cannococcus och familjen ullsköldlöss. Inga underarter finns listade i Catalogue of Life.